# Virginia Slims of Akron 1975
Il Virginia Slims of Akron 1975 è stato un torneo di tennis giocato sul sintetico indoor. È stata la 3ª edizione del torneo, che fa parte del Virginia Slims Circuit 1975. Si è giocato a Akron negli USA dal 3 al 9 febbraio 1975.

## Campionesse

### Singolare
Chris Evert ha battuto in finale  Margaret Court con il punteggio di 6–4, 3–6, 6–3

### Doppio
Françoise Dürr /  Betty Stöve hanno battuto in finale  Chris Evert /  Martina Navrátilová con il punteggio di 7–5, 7–6